# Episodi di Radio Free Roscoe (terza stagione)
La terza stagione della serie televisiva Radio Free Roscoe è stata trasmessa in anteprima in Canada da Family Channel tra il 27 agosto 2004 e il 10 dicembre 2004.
| nº | Titolo originale                       | Titolo italiano | Prima TV Canada   | Prima TV Italia |
| -- | -------------------------------------- | --------------- | ----------------- | --------------- |
| 1  | You Choose, You Lose                   |                 | 27 agosto 2004    |                 |
| 2  | A Class, a Semester, a Lifetime        |                 | 27 agosto 2004    |                 |
| 3  | One Steps Forward, Two Step Back       |                 | 3 settembre 2004  |                 |
| 4  | These Bossy Boots Are Made for Walking |                 | 10 settembre 2004 |                 |
| 5  | Scheming and Dreaming                  |                 | 17 settembre 2004 |                 |
| 6  | Lie vs. Lie                            |                 | 24 settembre 2004 |                 |
| 7  | Bridgette Over Troubled Water          |                 | 1º ottobre 2004   |                 |
| 8  | I'm with Cupid                         |                 | 8 ottobre 2004    |                 |
| 9  | You've Got E-Mail                      |                 | 15 ottobre 2004   |                 |
| 10 | River Deep, Roscoe High                |                 | 22 ottobre 2004   |                 |
| 11 | Lil' and Grace                         |                 | 26 novembre 2004  |                 |
| 12 | Daddy Dearest                          |                 | 3 dicembre 2004   |                 |
| 13 | There Will Be No Encore Tonight        |                 | 10 dicembre 2004  |                 |